# دائرة بني عزيز
دائرة بني عزيز، هي دائرة من دوائر ولاية سطيف الجزائرية وهي مشهورة بزرع الزيتون  سكانها عرب ما يعرف بقبايل الحدرة (الحضر) يتجاوز عددهم 40 ألف نسمة.

## التقسيم الإداري
تضم الدائرة حسب التقسيم الإداري لسنة 1984 ثلاث بلديات هي :
- عين السبت
- بني عزيز
- معاوية